# Матлапана
Матлапана (англ. Matlapana) — сельский населённый пункт в центральной части Ботсваны, на территории Северо-Западного округа.

## Географическое положение
Населённый пункт находится в южной части округа, в районе дельты Окаванго, на расстоянии приблизительно 572 километров к северо-западу от столицы страны Габороне.

## Население
По данным официальной переписи 2001 года численность населения составляла 1169 человек.
Динамика численности населения Цау по годам:
| 2001 | 2013 |
| ---- | ---- |
| 1169 | 1566 |